# FA Cup 1950-1951
La FA Cup 1950–51 fu la 70ª edizione del torneo calcistico più vecchio del mondo, la Football Association Challenge Cup, nota anche come FA Cup. Il Newcastle Utd vinse la competizione, battendo il Blackpool 2–0 nella finale giocata allo stadio Wembley di Londra.

## Finale
La finale fu giocata sabato 28 aprile 1951 allo stadio Wembley e finì con la vittoria del Newcastle Utd sul Blackpool per 2–0, con entrambi i goal segnati da Jackie Milburn. Il pubblico contava 100.000 persone.
| Arbitro: | William Ling |

|                 |           |  |
| Milburn 50’ 55’ | Marcatori |  |